# Sténio Vincent
Sténio Vincent (Porto Príncipe, 22 de fevereiro de 1874 - Porto Príncipe, 3 de setembro de 1959) foi presidente do Haiti.